# Boïane
 (juin 2019).
Si vous disposez d'ouvrages ou d'articles de référence ou si vous connaissez des sites web de qualité traitant du thème abordé ici, merci de compléter l'article en donnant les références utiles à sa vérifiabilité et en les liant à la section « Notes et références ».
Boïane (Боян ou Баян) est un personnage chanteur et conteur apparaissant dans le dit de la campagne d'Igor.

## Étymologie

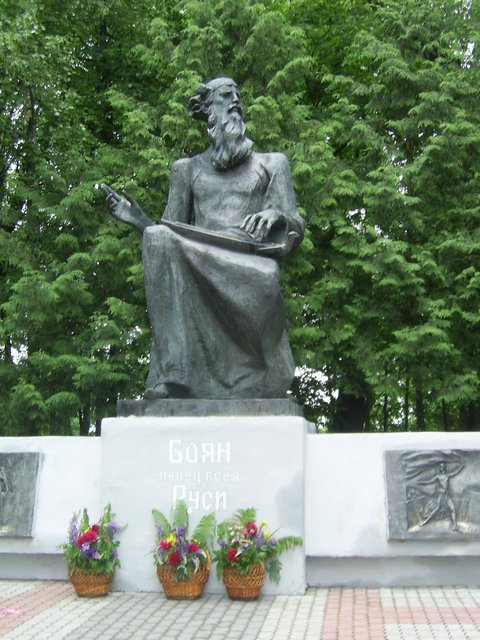
Monument en l'honneur de Boïane, à Troubtchevsk.

Il existe plusieurs hypothèses quant à l'origine de ce nom :
Selon une première version, Boïane est un nom slave dérivé de боятися (la peur, qui craint). 
Selon une autre, ce nom est d'origine turco-bulgare. Il peut s'apparenter au tchouvache пуян "riche". En arabe le mot baïan (بيان) peut signifier discussion, explication.
Le nom Boïane était très commun chez les peuples slaves du sud, en particulier chez les Serbes, les Bulgares, les Macédoniens et les Monténégrins. En outre, dans les territoires majoritairement bulgares du Xe siècle, ce nom possède plusieurs équivalents (Боимир (Boïmir), Бояна (Boïana), Бойо (Boïno)…). 
On peut également mentionner plusieurs personnalités de l'époque portant un prénom similaire : Bayan ou Batbayan. 
Selon les documents sur écorce de bouleau, un certain nombre de personnes sont appelées Boïane à l'époque, ce qui atteste de la réalité de ce nom à l'époque dans différentes régions.

## Éléments biographiques
Selon les interprétations les plus courantes, Boïane, figure historique, fut chanteur de cour pour plusieurs princes russes du XIe siècle. Les chroniques indiquent qu'il fut actif pendant au moins 40 ans. Il était l'auteur et l'interprète de ses chansons et s'accompagnait au gousli. Il est plusieurs fois comparé à un rossignol, ses doigts à dix faucons et le chant ses cordes à dix cygnes. Il était également devin et capable de métamorphose (écureuil, arbre loup, aigle…).
Il est aussi décrit comme petit-fils de Vélès, ce qui a amené certains chercheurs à donner une fonction poétique à cette divinité. 
L'auteur du dit cite trois principaux princes Rus chantés par Boïan : Mstislav de Tchernigov (vers 1036), Iaroslav le Sage (vers 1054) et Roman Sviatoslavitch (vers 1079). Il évoque également le prince Vseslav de Kiev qui blâma le chanteur.  
L'hypothèse a été émise que Boïane était lié à Tchernigov et à Tmoutarakan, puisque deux des princes qu'il célèbre y ont régné, et que le troisième, Iaroslav le Sage, gouvernait toute la Rus après la mort de Mstislav.
Par la nature de ses créations, il est probable que son œuvre ressemble, ou s'inspire, de la poésie scaldique scandinave, écrite en l'honneur des princes. Il s'agissait de chansons rythmiques, de chants de louange ou de blâme.

## Honneurs
L'astéroïde (3681) Boyan porte son nom.